# هيئة الحوار الوطني اللبناني
هيئة الحوار الوطني اللبناني هي هيئة تضم أقطاب السياسة من مختلف الانتماءات الحزبية والطائفية في لبنان برئاسة رئيس الجمهورية العماد ميشال سليمان. هدف هذه الهيئة هو البحث في إستراتيجية وطنية موحدة للدفاع عن لبنان في وجه التهديدات الخارجية.
أعضاء الهيئة هم:
1- رئيس مجلس النواب نبيه بري
2- رئيس مجلس الوزراء نجيب ميقاتي
3- رئيس الجمهورية الأسبق أمين الجميل، رئيس حزب الكتائب اللبنانية
4- رئيس مجلس الوزراء الاسبق النائب العماد ميشال عون، رئيس تكتل التغيير والإصلاح والتيار الوطني الحر
5- رئيس مجلس الوزراء الأسبق النائب فؤاد السنيورة، رئيس كتلة المستقبل
6- رئيس مجلس الوزراء السابق النائب سعد الدين الحريري، رئيس تكتل لبنان أولا وتيار المستقبل
7- نائب رئيس مجلس النواب فريد مكاري
8- نائب رئيس مجلس النواب السابق النائب ميشال المر
9- وزير المالية النائب محمد الصفدي
10- الوزير السابق النائب وليد جنبلاط، رئيس كتلة جبهة النضال الوطني والحزب التقدمي الاشتراكي
11- الوزير السابق النائب سليمان فرنجية، رئيس كتلة لبنان الحر الموحد وتيار المردة
12- الوزير السابق النائب طلال أرسلان، رئيس كتلة وحدة الجبل والحزب الديمقراطي اللبناني
13- الوزير السابق النائب أسعد حردان، رئيس كتلة الحزب السوري القومي الاجتماعي
14- الوزير السابق النائب العقيد جان اوغسبيان، رئيس كتلة التوافق الأرمني
15- الوزير السابق النائب ميشال فرعون، رئيس كتلة القرار الحر
16- النائب محمد رعد، رئيس كتلة الوفاء للمقاومة
17- النائب أغوب بقرادونيان، رئيس كتلة نواب الأرمن
18- الدكتور سمير جعجع، رئيس الهيئة التنفيذية في حزب القوات اللبنانية
19- البروفسور فايز الحاج شاهين، عميد كلية الحقوق والعلوم السياسية في جامعة القديس يوسف

## النتيجة
صدر عن هيئة الحوار الوطني وثيقة إعلان بعبدا

## الهوامش
1. ↑  اعلان بعبدا الصادر عن طاولة الحوار نسخة محفوظة 03 يوليو 2017 على موقع واي باك مشين.